# Molino del Testar
Los molinos del Testar y de La Escaleta (en valenciano Molins del Testar i de l'Escaleta) son dos antiguos molinos hidráulicos, divididos de un único complejo original, ubicado en Paterna (Valencia, España). Se encuentra en las cercanías del casco urbano, en una zona denominada el Testar y sobre el canal principal de la acequia de Moncada. El molino debe su nombre original a las alfarerías que se ubicarían anteriormente en la zona, pues estas producían generalmente montículos de cerámica descartada denominados en valenciano testars (véase Cerámica de Paterna). Están incoados como bien de relevancia local y se prevé musealizar el molino del Testar instalando un Museo del Agua y la Cerámica. Por su parte, el molino de La Escaleta, se han restaurado, junto con el de Ferrando, para albergar un restaurante y sala de bodas.

## Historia
El conjunto se construyó entre 1837 y 1840, como un único complejo molinero. Con todo, a principios del siglo xx se dividió en dos (por ventas y herencias, de modo que los subsiguientes propietarios mantuvieron la división). Se utilizaron en origen como molino harinero y también arrocero. El Molino del Testar acabó funcionando como fábrica de curtidos en 1974. El Ayuntamiento de Paterna lo adquirió a principios del siglo xxi para restaurarlo y rehabilitarlo, pues la maquinaria original se conserva en muy buen estado.

## Descripción
Tanto el molino del Testar como el de la Escaleta contaban con tres muelas harineras. Los cárcavos, instalados directamente sobre el canal principal de la acequia de Moncada, tienen bóvedas semicirculares de ladrillo. La planta del doble casal molinero tiene forma de «U», de modo que la fachada posterior indica cómo en origen se trataba de un único conjunto, si bien destacan las remodelaciones divergentes posteriores, con un resultado heterogéneo. Ambos cuentan con dos cuerpos de edificación, uno de tres plantas y cubierta a dos aguas (para la maquinaria) y otro, de una planta (residencial).
El funcionamiento del molino del Testar era sencillo. El agua de la acequia se almacenaba en una balsa situada a sus espaldas, desde donde se precipitava (por un desnivel creado en un estrechamiento de la propia balsa) hacia las ruedas originales que producían la fuerza hidráulica que movía la maquinaria. De las tres ruedas originales, se conserva solo una. En el interior del edificio estaba la sala de muelas y los demás elementos de molienda (tolvas, zarandas, silos, elevadores, descascaradoras, ensacadoras, etc.) con los que el producto se preparaba para su posterior comercialización.